# Get it on now feat. KEIKO
「get it on now feat. KEIKO」（ゲット・イット・オン・ナウ・フィーチャリング・ケイコ）は、globeの29枚目のシングル。2003年3月26日にavex globeから発売された。

## 解説
アルバム『LEVEL 4』と同時リリース。
売上は7,042枚で、globeのリリースしたシングルの中で最も売上が低い作品である。
4曲目「out of © control (instrumental)」は、アルバムバージョンのバックトラックで収録されている。

## 収録曲
| 全作詞: 小室哲哉（RAP詞: MARC）、全作曲・編曲: 小室哲哉。 |                                              |                           |            |       |
| #                                                         | タイトル                                     | 作詞                      | 作曲・編曲 | 時間  |
| 1.                                                        | 「get it on now feat. KEIKO」                | MARC ・ KEIKO             | 小室哲哉   | 5:26  |
| 2.                                                        | 「out of © control」                         | 小室哲哉 （RAP詞: MARC ） | 小室哲哉   | 8:05  |
| 3.                                                        | 「get it on now feat. KEIKO (instrumental)」 | 小室哲哉 （RAP詞: MARC ） | 小室哲哉   | 5:27  |
| 4.                                                        | 「out of © control (instrumental)」          | 小室哲哉 （RAP詞: MARC ） | 小室哲哉   | 10:43 |
| 合計時間:                                                 | 合計時間:                                    | 29:41                     |            |       |

## クレジット
- Produced : globe
- Mixed : 小室哲哉, Dave Ford
- Mastered : 前田康二
- Art direction & Design : THROUGH.
- Photographer : 舞山秀一

## 収録アルバム
get it on now feat. KEIKO
- LEVEL 4
- globe decade -single history 1995-2004-

out of © control
- LEVEL 4（アルバムバージョン）